# Rattelsdorf (Bajorország)
Rattelsdorf település Németországban, azon belül Bajorországban. Lakosainak száma 4646 fő (2023. december 31.). Rattelsdorf Zapfendorf és Ebensfeld községekkel határos.

## Népesség
A település népessége az elmúlt években az alábbi módon változott:
| Lakosok száma | 3413 | 1690 | 4505 | 4521 | 4626 | 4592 | 4602 | 4630 | 4619 | 4646 |
|               | 1970 | 1975 | 2011 | 2012 | 2014 | 2015 | 2017 | 2019 | 2022 | 2023 |